# Mary Mandelin
Mary Emmeline Eleonore Mandelin-Dixon, född 24 april 1918 i Helsingfors, död där 12 januari 1985, var en finländsk journalist och författare. 
Mandelin, som var dotter till kanslirådet Erik Mandelin och författaren Sigrid Wrede, debuterade 1949 med Stoft är min skönhet (1949), en samling noveller, vilka beskrevs som "djärva och raffinerade kärleksskildringar". Hon författade senare en rad satiriska dramer med inslag av surrealism, Lökarna (1950), Gräsburen (1952), Vem visslar? (1953), Det näst bästa (1958) och Epos om oss (1964).